# Genealogia episcopale
La genealogia episcopale è la disciplina storiografica in seno alla Chiesa che si occupa di ricostruire e tramandare l'origine, la discendenza e il legame tra consacratore e consacrato, nel sacramento dell'ordinazione episcopale.
Questa disciplina si basa sulla dottrina teologica cristiana della successione apostolica, che afferma la trasmissione di autorità e poteri dagli apostoli a dei successori, i vescovi, attraverso il rito della consacrazione. Quando un vescovo consacra un altro vescovo, tra i due si stabilisce un legame gerarchico analogo a quello tra padre e figlio.
Con la locuzione "genealogia episcopale" si tende ad indicare anche l'elenco completo dei consacratori con la relativa data di ordinazione (indicata spesso tra parentesi dopo il nome), ovvero l'albero genealogico che mostra i rapporti tra consacratore e suo consacrato: per ogni vescovo della lista, il precedente è il suo consacratore mentre il successivo è il suo consacrato, così fino all'ultimo prelato dell'elenco. Questo albero genealogico consente così di tramandare la linea dei consacratori unitamente ai poteri e alle autorità apostoliche. 

## Linee episcopali

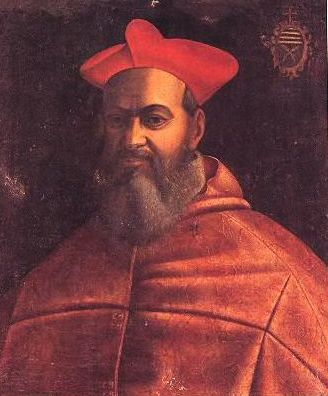
Ritratto del cardinale Scipione Rebiba (1504 - 1577).

Sebbene durante il rito di ordinazione i consacranti siano, di norma, almeno tre, quello che compare nella linea genealogica è il consacrante principale e non i due coconsacranti.
(Cardinale Angelo Sodano, Omelia nel giorno dell'Ordinazione episcopale di mons. Dominique Mamberti, 3 luglio 2002)
La genealogia episcopale ha radici già nell'alto medioevo, quando si indicavano i predecessori genealogici di un vescovo per sottolinearne la successione apostolica e il legame spirituale affettivo. Tutta la genealogia episcopale dovrebbe risalire agli apostoli e al I secolo, tuttavia le fonti archivistiche non permettono comunque di andare oltre il XV secolo. Dopo il concilio di Trento (1545-1563), grazie alla creazione dei registri parrocchiali la documentazione divenne molto più puntuale.

## Linee genealogiche della Chiesa latina
- Cardinale Scipione Rebiba † (1541)
- Cardinale Giulio Antonio Santori † (1566)
- Cardinale Girolamo Bernerio, O.P. † (1586)
- Arcivescovo Galeazzo Sanvitale † (1604)
- Cardinale Ludovico Ludovisi † (1621)
- Cardinale Luigi Caetani † (1622)
- Cardinale Ulderico Carpegna † (1630)
- Cardinale Paluzzo Paluzzi Altieri degli Albertoni † (1666)
- Papa Benedetto XIII † (1675)
- Papa Benedetto XIV † (1724)
- Papa Clemente XIII † (1743)
- Cardinale Marcantonio Colonna † (1762)
- Cardinale Giacinto Sigismondo Gerdil, B. † (1777)
- Cardinale Giulio Maria della Somaglia † (1788)
- Cardinale Carlo Odescalchi, S.I. † (1823)
- Vescovo Eugène de Mazenod, O.M.I. † (1832)
- Cardinale Joseph Hippolyte Guibert, O.M.I. † (1842)
- Cardinale François-Marie-Benjamin Richard de la Vergne † (1872)
- Cardinale Pietro Gasparri † (1898)
- Cardinale Clemente Micara † (1920)
- Cardinale Antonio Samorè † (1950)
- Cardinale Angelo Sodano † (1978)
- Arcivescovo James Patrick Green (2006)
- Papa Leone XIV (2014)

Le linee genealogiche conosciute all'interno della Chiesa latina, e di cui sono noti dei prelati affiliati ancora viventi, sono quattro (elencate in ordine temporale in relazione all'anno di consacrazione del prelato capostipite).

### Linea d'Estouteville (1440)
In precedenza era conosciuta come linea della Rovere, in quanto si riusciva a risalire fino a papa Sisto IV, al secolo Francesco della Rovere. Si è però scoperto che papa Sisto IV fu consacrato da Guillaume d'Estouteville, cardinale cluniacense francese. A questa linea appartengono quarantatré vescovi viventi, tra cui l'arcivescovo di Parigi Laurent Ulrich e il vescovo di Tempio-Ampurias Roberto Fornaciari.
A dicembre 2016 i prelati appartenenti a questa linea erano ventidue, quando si è scoperto che Juan de la Fuente Yepes, vescovo di Nueva Segovia nelle Filippine, fu consacrato in realtà nel 1755 e non dall'allora arcivescovo di Manila Pedro José Manuel Martínez de Arizala, afferente alla linea Rebiba, come si riteneva in virtù di un documento del 1753, ma dal vescovo Manuel de Matos, vescovo di Nueva Cáceres, afferente alla linea d'Estouteville. Questa scoperta ha avuto come conseguenza lo spostamento dalla linea Rebiba alla linea d'Estouteville di un ramo di ventisette prelati allora viventi.
Nel gennaio 2017 alla linea d'Estouteville è stata ricondotta anche la linea Ravizza, che prima di allora era considerata una linea autonoma e che aveva come capostipite il vescovo Francesco Ravizza, titolare di Sidone e nunzio apostolico in Portogallo, e ancor prima il cardinale Veríssimo de Lencastre, finché è stato scoperto il consacratore principale, il cardinale Neri Corsini, afferente alla linea d'Estouteville. Si aggiunsero così a questa linea altri quattro vescovi in quel momento ancora viventi: l'arcivescovo Paul Zingtung Grawng, i vescovi Jean-Baptiste Kpiéle Somé, Raphaël Dabiré Kusiélé e Paul Eusebius Mea Kaiuea.

### Linea Rebiba (1541)
Inizia con Scipione Rebiba, creato cardinale da papa Paolo IV. Il primo incarico episcopale fu quello di vescovo ausiliare di Chieti e titolare di Amicle, perciò si pensa che abbia anche ricevuto la consacrazione episcopale per l'imposizione delle mani dello stesso papa Paolo IV, quand'era ancora il cardinale Gian Pietro Carafa, arcivescovo di Chieti. Tuttavia, l'assenza di documentazione certa non permette di affermare con certezza il loro rapporto genealogico, pertanto non è possibile salire ulteriormente nell'elenco genealogico. Allo stato attuale delle conoscenze storiche, il cardinale Rebiba è il progenitore comune di quattromila vescovi e arcivescovi viventi, tra cui papa Leone XIV.
Nel 2017 alla linea Rebiba è stato ricondotto anche un ramo, definito linea polacca o anche linea Uchański, al quale appartiene papa Pio XI, che si riteneva invece autonomo e che annoverava tra i primi due capostipiti l'arcivescovo Jakub Uchański e l'arcivescovo Stanisław Karnkowski, finché questi primi due anelli genealogici sono stati sostituiti dalla scoperta del vero consacratore dell'arcivescovo Wawrzyniec Gembicki, ossia del vescovo capostipite Claudio Rangoni, discendente della grande linea Rebiba.

### Linea von Bodman (1686)
Il vescovo Johannes Wolfgang von Bodman, ausiliare di Costanza e vescovo titolare di Dardano, è capostipite di questo ramo che conta sette prelati viventi, tra cui il vescovo di Hasselt Patrick Hoogmartens.

### Linea de Bovet (1789)
Monsignor François de Bovet, arcivescovo di Tolosa, è anch'esso progenitore di una linea con sette prelati viventi, tra cui il cardinale vescovo di Penang Sebastian Francis.

### Linee estinte
Esistono inoltre diverse linee genealogiche estinte, di cui cioè non esistono più affiliati viventi. 
Alcune linee estinte a cui appartenevano anche alcuni sommi pontefici sono elencate di seguito:
- Linea Corrario, dal nome secolare di papa Gregorio XII, a cui apparteneva anche papa Eugenio IV.
- Linea Condulmer, iniziante con il cardinale Francesco Condulmer, a cui probabilmente apparteneva papa Niccolò V.
- Linea Tavera, iniziante con il cardinale Juan Pardo de Tavera, a cui apparteneva papa Leone XI.
- Linea Veltri, iniziante con il vescovo Tito Veltri, a cui apparteneva papa Giulio III.
- Linea Appelkern, iniziante con il vescovo Adriaan Appelkern, a cui apparteneva papa Adriano VI.
- Linea Lauro, iniziante con il vescovo Antonio Lauro, a cui apparteneva papa Sisto V.
- Linea Archinto, iniziante con l'arcivescovo Filippo Archinto, a cui appartenevano i papi Pio IV e Innocenzo XI.
- Linea Verallo, iniziante con il cardinale Girolamo Verallo, a cui apparteneva papa Urbano VII.
- Linea de Simone, iniziante con il vescovo Leone de Simone, a cui appartenevano papa Marcello II e papa Paolo IV.
- Linea Grimaldi, iniziante con il cardinale Girolamo Grimaldi e precedentemente conosciuta come linea Boncompagni dal nome secolare di papa Gregorio XIII.[11]
- Linea Facchinetti de Nuce, dal nome secolare di papa Innocenzo IX.

## Linee genealogiche delle Chiesesui iurisorientali

### Linea Tranos (1568)
Comincia con Geremia II Tranos, consacrato metropolita di Larissa e poi divenuto patriarca ecumenico di Costantinopoli a più riprese tra il 1572 e il 1595. Il 1º agosto 1589, a Vilnius, quest'ultimo consacrò Michal Rahoza, metropolita di Kiev, Halyč e tutta la Rus', che il 9 ottobre 1596 rientrò in piena comunione con la Santa Sede attraverso l'Unione di Brest, assieme ad altri cinque vescovi. Da lui trae origine una linea di cui fanno parte sessanta vescovi di rito bizantino appartenenti alla Chiesa bizantina cattolica di Croazia e Serbia, alla Chiesa greco-cattolica macedone, alla Chiesa greco-cattolica rutena, alla Chiesa greco-cattolica slovacca, alla Chiesa greco-cattolica ucraina ed alla Chiesa greco-cattolica ungherese.

### Linea Homs (ante 1635)
Comincia con Filoteo, eparca di Homs, il quale è capostipite di una linea proseguita regolarmente in Siria fino ad Atanasio III Dabbas, patriarca greco-ortodosso di Antiochia. Alla sua morte, avvenuta il 5 agosto 1724, le divisioni interne portarono ad uno scisma tra filo-ortodossi e filo-cattolici; questi ultimi rientrarono in piena comunione con la Santa Sede e cominciarono ad eleggere dei propri patriarchi, attraverso i quali tale linea si è tramandata fino ad oggi tra i trentotto vescovi della Chiesa cattolica greco-melchita.

### Linea Bawwab el-Safrawi (1648)
Comincia con Youhanna Boutros Bawwab el-Safrawi, eletto patriarca di Antiochia dei maroniti, l'unica Chiesa sui iuris orientale ad essere rimasta sempre in piena comunione con la Santa Sede. Dalla successione apostolica dei patriarchi successivi, si è sviluppata una linea alla quale appartengono tutti i vescovi della Chiesa maronita ed in misura minore, attraverso il nunzio apostolico d'origine maronita Paul Fouad Naïm Tabet, nove vescovi dei Caraibi e cinque della Nigeria, per un totale di cinquantotto prelati.

### Linea Denha (1722)
Comincia con Eliya XII Denha, consacrato patriarca della Chiesa assira d'Oriente, che nel 1771 sottoscrisse una professione di fede cattolica. Il 22 maggio 1776, quest'ultimo consacrò Yukhannan VIII Hormizd, metropolita con diritto di successione al patriarcato, che dopo una lunga disputa rimase il solo candidato in piena comunione con la Santa Sede e divenne patriarca di Babilonia dei caldei il 30 luglio 1830. Dalla successione apostolica dei patriarchi successivi, si è sviluppata una linea alla quale appartengono tutti i vescovi della Chiesa cattolica caldea e in misura minore, attraverso il nunzio apostolico Antonin-Fernand Drapier, sei vescovi del Vietnam e il vescovo missionario italiano Alessandro Staccioli, contando un totale di trenta prelati.

### Linea Benham (ante 1782)
Comincia con Ignazio Matteo Benham, patriarca della Chiesa ortodossa siriaca, che prima del 1817 consacrò Ignazio Giorgio V Sayar, suo secondo successore. Il 1º gennaio 1826, quest'ultimo consacrò Ignazio Antonio I Samheri, eparca di Mardin dei siri, che il 17 marzo 1828 rientrò in piena comunione con la Santa Sede ed il 30 novembre 1853 divenne patriarca di Antiochia dei siri. Dalla successione apostolica dei patriarchi successivi, si è sviluppata una linea alla quale appartengono tutti i ventidue vescovi della Chiesa cattolica sira.

### Linea Chalakov (1861)
Comincia con Atanas Mihajlov Chalakov, consacrato metropolita ortodosso di Preslav, poi divenuto metropolita di Vidin ed esarca dei bulgari. Il 10 giugno 1872, quest'ultimo consacrò Nilo Isvoroff, vescovo ortodosso di Smolensk, che l'11 aprile 1874 entrò in piena comunione con la Santa Sede e consacrò due vescovi, prima di riunirsi alla Chiesa ortodossa nel luglio 1895. Attraversata la Bulgaria e poi l'Italia, questa linea oggi conta solo due vescovi, appartenenti alla Chiesa bizantina cattolica in Italia: Donato Oliverio e Giorgio Demetrio Gallaro.

### Linea Mshiho (1886)
Comincia con Ignatius Abded Mshiho II, divenuto patriarca della Chiesa ortodossa siriaca nel 1895,  che il 7 febbraio 1913 consacrò Baselios Geevarghese I, catholicos della Chiesa ortodossa siriaca del Malankara dal 1925. Il 1º maggio successivo, quest'ultimo consacrò Ivanios Givergis Thomas Panickerveetil, che il 20 settembre 1930 rientrò in piena comunione con la Santa Sede e divenne arcieparca metropolita di Trivandrum dei siro-malankaresi. Dalla successione apostolica dei metropoliti successivi, si è sviluppata una linea alla quale appartengono tutti i diciassette vescovi della Chiesa cattolica siro-malankarese.